# Sint-Johanneskerk (Schönebeck)
De Sint-Johanneskerk (Duits: St. Johanniskirche) is een protestants kerkgebouw in Schönebeck (Saksen-Anhalt), een stad circa 17 km ten zuidoosten van Maagdenburg.

## Bouwgeschiedenis
Op 29 augustus 1430 werd aan de westelijke kant met de bouw van de Johanneskerk begonnen om met de torens een toevluchtsoord voor de bevolking bij oorlog en rampspoed te creëren. De bouw duurde met onderbrekingen bijna 120 jaar en werd afgesloten toen rond 1550 de spitsen op de gotische onderbouw werden geplaatst. De noordelijke voorhal bezit een mooie trapgevel in de stijl van de baksteengotiek. De top van de gevel bezit decoratief baksteenmaaswerk.

## Architectuur
De Johanneskerk betreft een laatgotische hallenkerk; beide zijschepen hebben met een hoogte van 14,7 meter (noordelijk) en 14,1 meter (zuidelijk) bijna dezelfde hoogte als het middenschip, dat 15 meter hoog is. Aan de massieve westbouw met de beide torens sluit zich een grote drieschepige hal met een polygonale apsis, 17 pijlers en een hoog dak aan. Een brand in 1635 vernietigde de oorspronkelijke inrichting, hetgeen de aanleiding was tot de herinrichting met een voor de omgeving uitzonderlijk rijk barok kerkmeubilair uit de tweede helft van de 17e eeuw.

## Inrichting

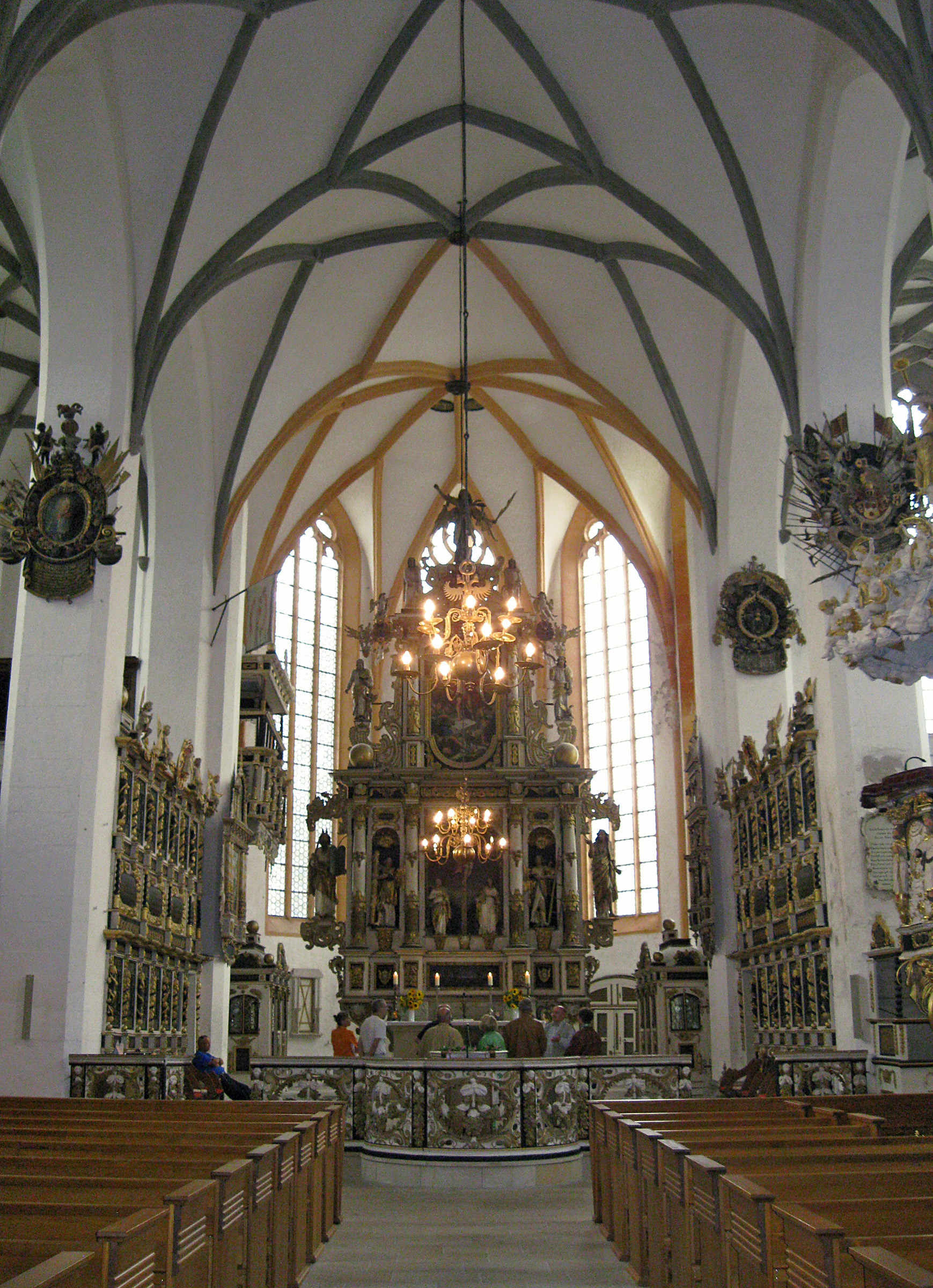
koorruimte Johanneskerk

Bijzonder waardevol is het kruisigingsreliëf boven de ingang. In het koor wordt alle aandacht op het prachtvolle 12 meter hoge hoogaltaar uit het jaar 1664 gevestigd, met belangrijke voorstellingen uit de heilsgeschiedenis en levensgrote beelden van een gehoornde Mozes en Johannes de Doper, patroonheilige van de kerk. Aan beide zijden van het altaar bevindt zich een biechtstoel. Tot de grootste kostbaarheden van de kerk behoort de in 1678 door de uit Halle afkomstige beeldhouwer Maximilian Dreißigmark gemaakte kansel, die op de boom van kennis van goed en kwaad, voorgesteld als een vergulde palmboom, rust. Tobias Wilhelmi vervaardigde het koorhek met opvallend houtsnijwerk. Waardevolle epitafen herinneren aan de ooit zo invloedrijke families van de stad. In 1680 volgde aan weerszijden van de altaarruimte de inbouw van een gestoelte voor de adellijke magistraten. Eén van de oudste kunstwerken in de kerk is een crucifix uit het jaar 1550. Het stond vroeger waarschijnlijk op het altaar in de koorruimte.

## Torens
Een kroniek bericht dat het de bedoeling was de torens twee keer zo hoog als de huidige te bouwen. De torens zouden hoger worden dan die van de dom van Maagdenburg. De aartsbisschop van Maagdenburg zou echter een veto hebben opgelegd. De torens mochten daarna hoogstens half zo hoog worden als de torens van de dom. Lang bleven de torens onvoltooid, tot men omstreeks 1550 de huidige renaissancespitsen plaatste.
De torens kregen zo een maximale hoogte van 52 meter. In de piramiden bevinden zich nog de deels zeer goed bewaarde ruimten van de voormalige torenwoning, waar tot 1901 nog een torenwachter verbleef. Hier werd een klein torenmuseum ingericht. In de zomer is het mogelijk de toren te beklimmen. Vanaf een rondgang kan men op een hoogte van 41 meter de omgeving bezichtigen.